# 밋카비정
밋카비정(三ケ日町)은 시즈오카현 이나사군에 설치되었던 정이다. 밋카비귤의 산지로 알려져 있었다. 현재의 하마마쓰시 기타구의 일부에 해당한다.

## 명칭
행정에서 사용되는 정식 명칭인 대문자 'ケ'를 이용하는 밋카비정이였으나, 일반적 볼때 지역 주민들은 소문자인 'ヶ'를 이용하는 밋카비정으로 표기하고 있었다. 이 차질의 원인은 1955년 3월 당시의 밋카비정이 히가시하마나 촌과 합병했을 때, 이유는 불분명하지만 국가가 신마치 명을 일방적으로 '밋카비정(三ケ日町)'이라고 고시한 데 있었다.
자치단체의 정식 명칭은 1955년부터 2005년에 폐지될 때까지 밋카비정(三ケ日町)이었으나 하마마쓰시에 편입 후인 2006년 9월 하마마쓰 시의회 정례회에 '밋키비(三ケ日)'에서 '밋카비(三ヶ日)'로 변경하는 의안이 제출되었다. 시즈오카현 지사에 대한 신고 등의 절차를 거쳐 2007년 3월 3일에 정식으로 '밋카비(三ヶ日)'로 변경되었다.

## 역사
- 1889년 4월 1일 - 정촌제 시행으로 니시하마나촌이 성립하였다.
- 1922년 5월 1일 -이나사군 니시하마나촌이 정으로 승격, 밋카비정으로 개칭되어 성립하였다.
- 1955년 3월 31일 - 밋카비정이 하마나군 히가시하마나촌과 합병해 새로운 밋카비정이 성립하였다.
- 2005년 7월 1일 - 밋카비정이 하마마쓰시에 편입돼 자치체로서의 밋카비정은 폐지되었다.

## 교통

### 도로
- 국도 제301호선
- 국도 제362호선

### 철도
- 덴류하마나코 철도
  - 덴류하마나코 선